# Aleucanitis catocalis
Aleucanitis catocalis är en fjärilsart som beskrevs av Otto Staudinger 1882. Aleucanitis catocalis ingår i släktet Aleucanitis och familjen nattflyn. Inga underarter finns listade i Catalogue of Life.